# Friedrich Hendel
|  | Dieser Artikel wurde aufgrund von formalen oder inhaltlichen Mängeln in der Qualitätssicherung Biologie zur Verbesserung eingetragen. Dies geschieht, um die Qualität der Biologie-Artikel auf ein akzeptables Niveau zu bringen. Bitte hilf mit, diesen Artikel zu verbessern! Artikel, die nicht signifikant verbessert werden, können gegebenenfalls gelöscht werden. Lies dazu auch die näheren Informationen in den Mindestanforderungen an Biologie-Artikel. |

Friedrich Georg Hendel (* 14. Dezember 1874 in Wien; † 26. Juni 1936 ebenda) war ein österreichischer Hauptschuldirektor, Entomologe und Dipterologe.
Er forschte auf dem Gebiet der Zweiflügler (Diptera), fand dabei sehr viele neue Spezies und erstellte ein Klassifikationsschema (Taxonomie) von Zweiflüglern.
Seinem Wunsch entsprechend wurde seine wertvolle Sammlung und Bibliothek nach seinem Tode Eigentum des Naturhistorischen Museums in Wien.

## Publikationen
- Untersuchungen über die europäischen Arten der Gattung Tetanocera im Sinne Schiner's. In: Verhandlungen der Zoologisch-Botanischen Gesellschaft in Wien. Band 50, 1900, S. 319–358 (zobodat.at [PDF; 2,8 MB]).
- 1907 Neue und interessante Dipteren aus dem Kaiserlichen Museum in Wien. Sonderabdruck aus der Wiener Entomologischen Zeitschrift. Wien 1907, doi:10.5962/bhl.title.9472
- 1908 Nouvelle classification des mouches à deux ailes (Diptera L.), d’après un plan tout nouveau par J. G. Meigen, Paris, an VIII (1800 v.s.). Mit einem Kommentar. Verh. Zool.-Bot. Ges. Wien 58: 43-69.
- 1910 Über die Nomenklatur der Acalyptratengattungen nach Th. Beckers Katalog der paläarktischen Dipteren, Bd. 4. Wien. Ent. Ztg. 29, S. 307–313.
- 1914 Diptera. Fam. Muscaridae, Subfam. Platystominae. Genera Ins. 157, 179 pp., 15 pls.
- 1914 Die Arten der Platystominen. In: Abhandlungen des Kaiserlich- und Königlichen Zoologisch-Botanischen Gesellschaft in Wien. Band 8 (1), S. 1–409, 4 pls (zobodat.at [PDF]).
- 1914 Die Bohrfliegen Südamerikas. In: Abh. Ber. K. Zool. Anthrop.-Ethn. Mus. Dresden (1912) 14 (3), S. 1–84, 4 pls.